# Guerra tra Kaidu e Kublai
La guerra tra Kaidu e Kublai fu un conflitto interno alla dinastia gengiscanide combattuto tra Kaidu e Kublai (e il suo successore Temür) dal 1268 al 1301. Kaidu era il capo della casa di Ögedei e il khan de facto del Khanato Chagatai, mentre Kublai era il capo della casa di Tolui, il fondatore della dinastia Yuan ed il khan del cosiddetto "Gran Khanato". Il conflitto tra Kaidu e Kublai fu immediatamente successiva alla guerra civile toluide (1260-1264) e portò alla definitiva dissoluzione dell'Impero mongolo.
Al momento della morte di Kublai, avvenuta nel 1294, l'impero mongolo era ormai diviso in quattro entità politiche separate: il khanato dell'Orda d'oro a nord-ovest, il khanato Chagatai al centro, l'ilkhanato a sud-ovest e la dinastia Yuan, la cui capitale si trovava a Khanbaliq (odierna Pechino), a est. Sebbene Temür fece successivamente pace con i tre khanati occidentali nel 1304, dopo la morte di Kaidu, i quattro Stati successori dell'impero mongolo continuarono il loro sviluppo separatamente e caddero in tempi diversi.

## Antefatti
Al termine della guerra civile toluide (1260-1264), un vittorioso Kublai Khan convocò il nipote Kaidu, nipote del secondo Khaghan di tutti i mongoli, Ögedei Khan, e signore dello Yarkant (nello Xinjiang), alla sua corte. Tuttavia, questi disertò l'appello, confermando così una generale inimicizia che ostacolava le ambizioni di Kublai di controllare l'intero impero mongolo com'era stato per i suoi predecessori. Il conflitto appena terminato aveva visto Kublai e il fratello Arig Bek lottare per la supremazia dell'impero in Mongolia e nella Cina del Nord. Gli strascichi delle lotte avevano portato ad un secondo conflitto parallelo, la cosiddetta guerra tra Berke e Hulagu, combattuta tra Hulagu Khan, altro fratello di Kublai e fondatore dell'Ilkhanato di Persia, e Berke khan dell'Orda Blu, una delle due parti/"ali" dell'Orda d'Oro, la quale si estendeva nelle propaggini più occidentali del dominio transcontinentale gengiscanide. Questa spirale autodistruttiva di contese tra i membri del clan Borjigin aveva causato la frammentazione dell'impero di Gengis Khan in quattro khanati distinti:
     Gran Khanato/Dinastia Yuan
     Khanato dell'Orda d'Oro
     Khanato Chagatai
     Ilkhanato

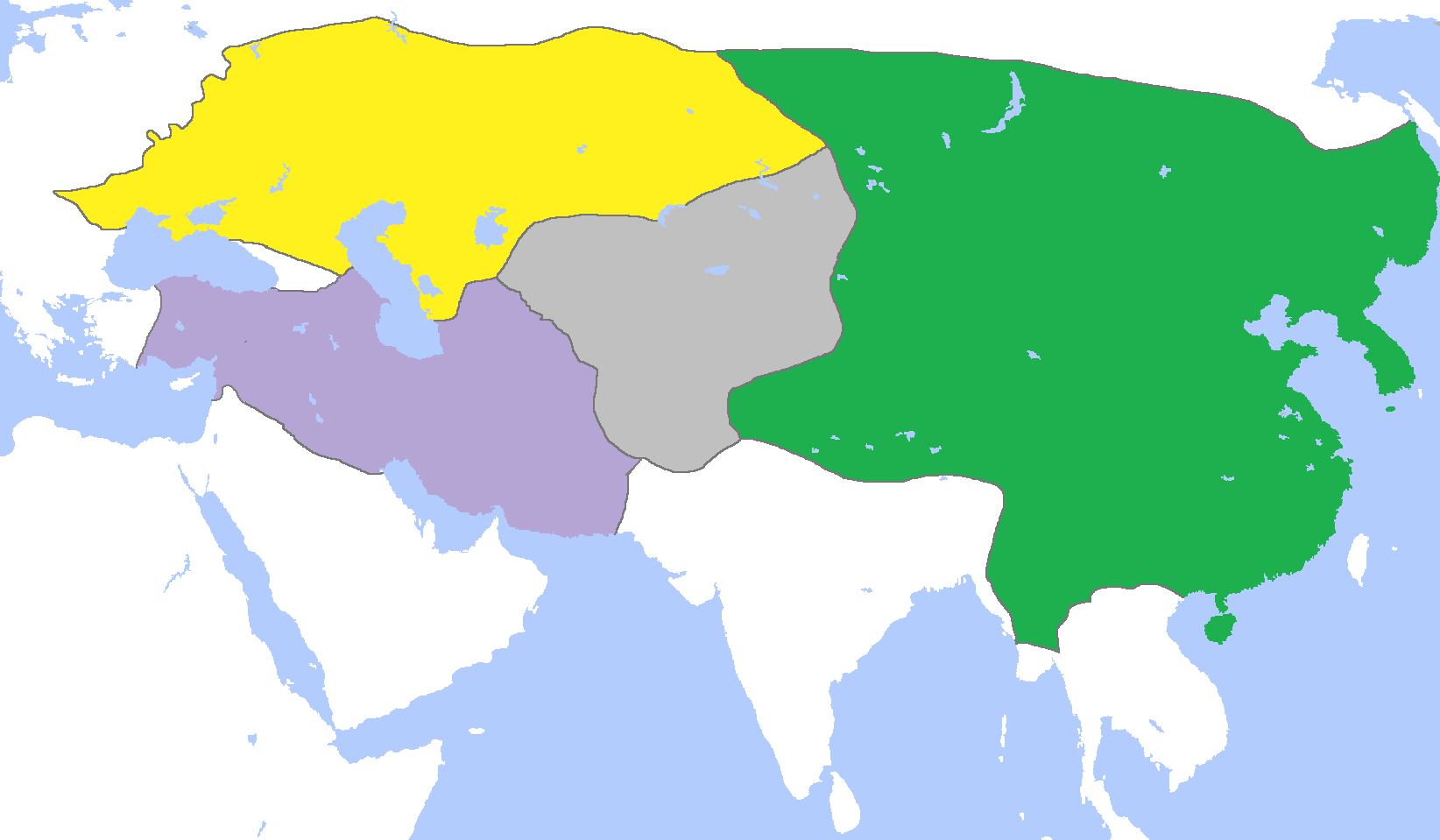
L'impero mongolo diviso nei quattro khanati:
Gran Khanato/Dinastia Yuan
Khanato dell'Orda d'Oro
Khanato Chagatai
Ilkhanato

1. Il Gran Khanato di Kublai Khan in Asia orientale con sede a Khanbaliq (su cui sorse l'odierna Pechino);
2. Il Khanato dell'Orda d'Oro nell'Europa orientale;
3. Il Khanato Chagatai nell'Asia centrale; e
4. L'Ilkhanato nell'Asia sud-occidentale.

Le ambizioni di Kaidu traevano origine dai torbidi seguiti alla morte di suo zio nel 1248, il III Khagan Güyük, cui era seguito lo spodestamento della linea di Ögedei alla guida dell'impero in favore della linea di Tolui Mentre all'inizio tale ruolo era toccato a Munke, in seguito esso toccò a Kublai, fratello minore di Munke. Non si trattava di un'inattesa svolta al dominio toluide sull'impero, dato che per tutto il 1252, a seguito del kurultai (consiglio) durante il quale era stato eletto khagan, Munke aveva perseguito oppositori politici, compiuto purghe, e messi a morte e/o combattuto cugini e cugine della stirpe di Ögedei tanto quanto di Chagatai per garantire la sua presa sul trono.
Il casus belli per il conflitto tra Kaidu e Kublai si dovette invece all'operato del loro congiunto Alghu, khan dei Chagatai dal 1260 al 1265, che aveva assunto il ruolo di intermediario tra Kublai e il fratello ribelle Arig Bek durante la guerra civile toluide. Inoltre, nel 1263 Alghu aveva razziato, portando le insegne di Kublai, le terre di Kaidu prendendo a pretesto una sua fantomatica alleanza con Arig Bek. Tuttavia, in realtà egli intendeva ampliare il suo khanato ai danni degli appannaggi della casa di Ögedei. Kaidu s'alleò allora con Berke dell'Orda Blu, impegnato contro Hulagu Khan, per avere aiuti contro Alghu. L'ögedeide invase i territori dei Chagatai e vi sconfisse il nemico, il quale però lo costrinse a una sorte simile quando lo surclassò in una battaglia combattuta presso Otrar (nell'odierno Kazakistan), una delle oasi situate lungo la via della seta.

## Il conflitto

### Kaidu, i Chagatai e l'Orda d'Oro contro Kublai e gli Ilkhanidi
Nel 1266, alla morte di Alghu, Kublai Khan inviò in Asia centrale il generale Barak Khan con il compito di prendere il comando del Khanato Chagatai, ma questi, quasi immediatamente, ripudiò l'autorità del Khagan. Kaidu e Barak combatterono per un po' di tempo e Kaidu ottenne il controllo della regione intorno a Bukhara. Kaidu convinse poi Barak ad attaccare l'Ilkhanato, alleato di Kublai Khan. Un trattato di pace fu stipulato tra Mengu Timur, successore di Berke quale khan dell'Orda Blu (r. 1266-1282), Kaidu e Barak contro Kublai e Ilkhan Abaqa (r. 1265-1282) intorno al 1267.
Nel 1268, Kaidu scatenò la guerra con Kublai e l'anno dopo i due si contesero il possesso sulle terre degli Uiguri. In queste prime operazioni, Kaidu fu supportato, tra gli altri, da un giovane figlio di Barak, tale Duwa. Barak, dal canto suo, si rese responsabile di una spedizione in Persia, ma subì una grande sconfitta a Herat (nell'odierno Afghanistan) il 22 luglio 1270 per mano di Abaqa e morì a Bukhara durante il viaggio di ritorno all'accampamento di Kaidu. I principi Chagatai, incluso Mubarak Shah, si sottomisero a Kaidu e lo proclamarono loro Khagan, salvo poi fuggire nell'Ilkhanato, mentre i figli di Barak si ribellarono a Kaidu ma furono sconfitti. Il primo tentativo di Kaidu di governare i Chagatai incontrò pertanto una seria resistenza: es. i principi mongoli come Negübei, da lui nominato khan dei Chagatai nel 1271, gli si ribellarono più volte. Una situazione più stabile si ebbe quando il potere sui Chagatai passò da Kaidu a Duwa (r. 1282-1307), rientrato dalla Zungaria intorno al 1276, rivelatosi un prezioso e fedele alleato.

### Attacco di Kaidu al Gran Khanato di Kublai
Nel 1271, Kublai Khan scelse il nome dinastico in stile Han 大元T, lett. "Grande Yuan" per la sua dinastia mongolo-cinese e si fece al contempo tedoforo di una rivendicazione dell'ortodossia politica cinese. La mossa scontentò molte personalità eminenti dei Khanati e Kaidu ne approfittò per presentarsi quale legittimo erede del trono di Gengis Khan, attirando a sé molti degli scontenti. Kublai, impegnato nelle complesse battute finali della lunga campagna contro i Song nella Cina delle 18 province (v.si assedio di Xiangyang), poté fare poco per fermarlo.
Nel 1275, Kaidu invase Ürümqi e ne chiese la sottomissione ma il buddista Idiqut (allora vassallo di Kublai) gli resistette permettendo al Khagan d'inviare una forza di soccorso al comando del figlio Nomukhan. Il principe ed i suoi generali avevano occupato l'importante città di Almalik, nello Xinjiang, nel decennio 1266-1276, per contrastare l'invasione di Kaidu. Nel 1277, un gruppo di principi gengiscanidi sotto il figlio di Möngke, Shiregi, si ribellò, rapendo i due figli di Kublai e il suo generale Antong. I ribelli consegnarono Antong a Kaidu e i principi a Mengu-Timur. L'esercito inviato da Kublai spinse le forze di Shiregi a ovest dei Monti Altaj e rafforzò le guarnigioni Yuan in Mongolia e nello Xinjiang. Tuttavia, Kaidu riprese il controllo su Almalik.
Kublai tentò di piegare Kaidu con un embargo, trincerandosi nel bacino del Tarim e nelle terre degli uiguri, tagliando così fuori il ribelle da questi importanti bacini di risorse. Nel 1276, il Khagan stazionò una guarnigione a Hotan e la rafforzò più volte tra il 1278 e il 1283. Nel 1278 stazionò una guarnigione a Beshbalik che dal 1280 era sotto il controllo del suo generale Qi Gongzhi di etnia Han. Dal 1281 al 1286 la guarnigione fu rafforzata e anche il principe Chagatai Ajiqi fu inviato a unirsi alle locali forze lealiste. Nel 1281 furono istituite 22 stazioni postali tra Beshbalik e la provincia dello Shanxi ed altre furono istituite per collegare Khotan e Cherchen nel 1286. Furono istituite delle colonie agricole militari (in mongolo tuntian) a Beshbalik nel 1283 e 1286 ed altre tra Khotan e Cherchen nel 1287 per fronteggiare una carestia verificatasi nel bacino del Tarim. Nel 1278 fu istituito un ufficio di supervisione regionale nel Khara-Khoto, in seguito divenuto un ufficio di pacificazione, e nel 1281 fu istituito un protettorato di Beshbalik. La legge e la valuta dell'impero Yuan furono così imposte alla regione ma queste misure non ebbero successo poiché l'intera regione fu ripetutamente razziata da Kaidu e dai suoi alleati.
I gengiscanidi del Khanato dell'Orda d'Oro, discendenti di Jochi, primogenito di Gengis Khan, ritirarono il loro sostegno a Kaidu dopo la morte di Mengu-Timur dell'Orda Blu nel 1282. Sia il nuovo khan dell'Orda Blu, Tuda Mengu (r. 1282-1287), affiancato dal suo potente patrono e generale, Nogai Khan, sia il nuovo ed influente Khan dell'Orda Bianca, Kochu (r. 1280-1300), si rappacificarono con Kublai nel 1284. Tuda Mengu e Nogai fecero pace anche con Ilkhan Tekuder (r. 1282-1284). In generale, Kochu Khan dell'orda Bianca si posizionò come non-belligerante, spesse volte come arbitro, nelle contese tra i parenti, mantenendo buoni rapporti sia con Kaidu e Duwa Khan sia con Kublai sia con gli Ilkanidi nei decenni a venire.
Tra il 1285 ed il 1290, i Chagatai di Duwa Khan sostennero in Tibet la rivolta dei monaci buddisti Kagyu contro i monaci Sakya favorevoli all'occupazione Yuan.
Dal 1287, Kaidu supportò la rivolta di un non ben identificato principe gengiscanide di nome Nayan contro Kublai, le cui file s'ingrossavano con i Tungusi ed altri popoli affamati dalla carestia nel Tarim. Il ribelle seppe anche cattivarsi il favore di altri membri della stirpe di Ögedei ma venne miseramente sconfitto dalle forze lealiste Yuan, catturato e giustiziato. Per parte sua, Kaidu sottomise un'armata lealista presso i Monti Khangai e approfittò dello scompiglio per occupare Karakorum nel 1289, salvo poi ritirarsi per non affrontare direttamente l'armata di Kublai in arrivo.
Dal biennio 1288-1289, gli Yuan dovettero ritirarsi da Kashgar, Khotan e Beshbalik verso l'interno della Cina vera e propria, lasciando campo libero a Kaidu, mentre Kublai reprimeva brutalmente i rivoltosi di Nayan e smantellava il loro governo-ombra. Durante uno scontro avvenuto nel 1289, uno dei bisnipoti di Kublai, Külüg Khan, aveva rischiato la cattura salvandosi grazie all'intervento del generale cumano Tutugh.

### La riscossa degli Yuan
Nel 1293 Tutugh occupò i tumen Baarin, alleati di Kaidu, sul Ob', in Siberia. Nel medesimo anno, il Khagan intronò il nipote Temür Khan principe di Karakorum e delle terre circostanti, avviandovi la pacificazione dei ribelli Chagatai. Kublai Khan morì nel 1294, privo di figli in vita, e gli successe quale Khagan e signore di Yuan proprio il nipote Temür Khan (imperatore Chengzong, r. 1294-1307).
In Siberia, le terre dell'Orda Bianca furono toccate dagli intrighi di Kaidu e Duwa. Il passaggio di potere tra il venerabile Kochu Khan ed il successore Bayan fu funestato dalla rivolta di alcuni principi jochidi capeggiati da Kobluk/Koblek, spalleggiato da Kaidu. Bisognoso di aiuti contro il rivale, Bayan chiese l'appoggio di Temür Khan. La contesa nelle terre siberiane venne però risolta solo quando Bayan riuscì ad ottenere l'appoggio del cugino Tokta, khan dell'Orda Blu (r. 1291-1312), nel 1300-1301, al termine dell'annosa contesa con il potente Nogai Khan che aveva risucchiato le attenzioni dello jochide.
Nel 1297, una forza Yuan al comando di Giorgio degli Ongud (mn. Körgüz), nipote acquisito di Temür, sconfisse in Mongolia le forze di Kaidu. Dal 1298, Duwa Khan aumentò le sue incursioni nei territori degli Yuan: durante l'inverno, attaccò a sorpresa la guarnigione Yuan al comando di Kokechu, zio del Khagan, e vi catturò Giorgio ed i suoi comandanti, tutti ubriachi. Tuttavia, Duwa fu sconfitto dall'esercito Yuan sotto Ananda nel Gansu e suo genero e diversi parenti furono catturati. Sebbene Duwa e i generali Yuan accettassero di scambiare i loro prigionieri, Duwa e Kaidu giustiziarono Giorgio per vendetta e ingannarono i funzionari Yuan.
Per riorganizzare il sistema di difesa Yuan in Mongolia e lanciare l'assalto definitivo all'ormai vecchio Kaidu, Temür nominò il nipote Külüg, figlio di suo fratello Darmabala, in sostituzione di Kokechu. L'esercito Yuan sconfisse Kaidu a sud degli Altaj, tuttavia, nel 1300, Kaidu sconfisse le forze di Külüg Khan. Quindi Kaidu e Duwa mobilitarono un grande esercito per attaccare Karakorum l'anno successivo. L'esercito Yuan di Külüg subì pesanti perdite ed entrambe le parti non poterono ottenere alcuna vittoria decisiva a settembre. Kaidu morì di lì a poco, nel 1301, durante la ritirata, e Duwa, già ferito nella battaglia, risolse di lì a breve (1303) di chiudere la contesa con gli Yuan, pur mantenendo l'autonomia del Khanato Chagatai dal Gran Khanato.

## Conseguenze
La serie di guerre civili mongole si protrasse per più di un trentennio. Come conseguenza, il conflitto aveva acuito la frammentazione dell'impero mongolo innescata dalla guerra civile toluide. Sebbene Temür Khan riuscì, nel 1304, a rappacificare i quattro khanati (Chapar, figlio ed erede di Kaidu, s'era arreso a Temür nel 1303 insieme a Duwa cui doveva l'ascesa al trono in sostituzione dell'erede designato dal padre, Orus) e a ottenere il riconoscimento della sovranità Yuan sui khan cugini, essa fu e rimase solo nominale.
Gli strascichi della guerra Kaidu-Kublai proseguirono negli anni successivi. Nel 1306, Chapar Khan invase le terre di Duwa nel tentativo di ricostruire il dominio de facto della sua schiatta sui Chagatai e Temür Khan inviò il nipote Külüg in supporto di Duwa al comando di un'armata toluide. Chapar fu eliminato e i suoi domini consegnati a Duwa, il quale cedette però le sue terre a ridosso del Gran Khanato agli Yuan. Negli anni successivi, mentre il potere sul Gran Khanato passava a Külüg Khan (imperatore Wuzong, r. 1307-1311) e poi a suo fratello Buyantu Khan (imperatore Renzong, r. 1311-1320) i figli di Duwa e quelli di Kaidu continuarono a combattersi.

### Fonti primarie
- (ZH) Song Lian (a cura di), 元史S, Yuán ShǐP, lett. "Storia di Yuan" [Storia degli Yuan], 1370.
- (AR) Rashid al-Din Hamadani, Jami' al-tawarikh, XIV secolo. ed. (EN) Rashid al-Din Hamadani, The Successors of Genghis Khan, traduzione di John Andrew Boyle, Columbia University Press, 1971.

### Fonti secondarie
In italiano
- E.D. Phillips, L'impero dei Mongoli, Newton Compton, 1979  [1969].

In altre lingue
- (EN) Thomas Allsen, The Rise of the Mongolian Empire and Mongolian Rule in North China, in Denis C. Twitchett e John King Fairbank (a cura di), The Cambridge History of China: Volume 6, Alien Regimes and Border States, 710–1368, Cambridge University Press, 1994,  pp. 321-413, ISBN 978-0-521-24331-5.
- (EN) C.P. Atwood, Encyclopedia of Mongolia and the Mongol Empire, Facts on File, 2004, ISBN 978-0816046713.
- (EN) Peter Jackson, From Ulus to Khanate : The making of the mongols state, 1220-1290, in Reuven Amitai-Preiss e David O. Morgan (a cura di), The Mongol Empire and Its Legacy, BRILL, 2000, ISBN 978-90-04-11946-8.
- (EN) Michal Biran, Qaidu and the Rise of the Independent Mongol State in Central Asia, Routledge, 2013, ISBN 978-11-36-80037-5.
- (EN) René Grousset, The Empire of the Steppes: A History of Central Asia, Rutgers University Press, 1970, ISBN 978-0-8135-1304-1.
- (EN) Ch'i-Ch'ing Hsiao, Mid Yuan politics, in Denis C. Twitchett e John King Fairbank (a cura di), The Cambridge History of China: Volume 6, Alien Regimes and Border States, 710–1368, Cambridge University Press, 1994,  pp. 490-560, ISBN 978-0-521-24331-5.
- (EN) Li Tang, The 'Nestorian' Ongut King George in Medieval Chinese, Latin and Syriac Sources, in Dietmar W. Winkler (a cura di), Syrische Studien: Beiträge zum 8. Deutschen Syrologie-Symposium in Salzburg 2014, LIT Verlag, 2016,  pp. 227-243.
- (EN) Jack Weatherford, The Secret History of the Mongol Queens, New York, Broadway Paperbacks, 2010.